# Christa-Maria Blankenburg
Christa-Maria Blankenburg (* 26. Januar 1934 in Berlin) ist eine deutsche Politikerin (CDU).
Christa-Maria Blankenburg besuchte von 1949 bis 1951 eine Wirtschaftsschule. Von 1960 bis 1962 lernte sie an der Katholischen Schule für Sozialarbeit, 1963 wurde sie staatlich anerkannte Sozialarbeiterin. 1965 wurde Blankenburg Beamtin des gehobenen Dienstes.
1952 trat Blankenburg der CDU bei. In die Bezirksverordnetenversammlung im Bezirk Schöneberg konnte sie 1965 nachrücken. Bei der Berliner Wahl 1981 wurde sie zunächst nicht in das Abgeordnetenhaus von Berlin gewählt, doch wenige Wochen später schied Günter Bock aus dem Parlament aus, und Blankenburg konnte nachrücken. Bei der Wahl 1990 konnte sie das Direktmandat für den Wahlkreis Schöneberg 1 gewinnen. 1995 schied sie aus dem Abgeordnetenhaus aus.
Blankenburg wurde 1999 mit dem Verdienstorden des Landes Berlin geehrt.